# Арнольд Маттіас Брункгорст
Арнóльд Мáттіас Брункгóрст (нім. Arnoldÿ Matthias Brunckhorst; близько 1670/75, поблизу Целле ― 1725, Ганновер) ― німецький композитор і органіст епохи бароко, представник північнонімецької органної школи.

## Біографія
Про життя композитора практично нічого не відомо. З 1693 року Брункгорст працював в якості органіста в Гільдесгаймі в церкві Святого Мартіна, а потім з 1695 по 1697 в костелі Св. Андрія. 25 вересня 1697 року він був призначений придворним органістом в Целле. У 1720 році він остаточно став придворним органістом у Ганновері, де залишався до самої смерті.
Згідно з записами, Брункгорст також займався органобудуванням, оскільки брав участь у розширенні органів у Гільдесгаймі та Ганновері.

## Творчість
До наших днів дійшло лише кілька композицій під повним ім'ям Брункгорста. Прелюдія соль мінор, яку певний час приписували Ніколаусу Брунсу безперечно є роботою Брункгорста. Крім того, збереглася частина сонати для клавесина та дві кантати.
- Прелюдія мі мінор
- Прелюдія соль мінор
- Соната ля мажор (частина in poco presto)
- Різдвяна кантата «Die Weihnachtsgeschichte» для 4 голосів і 6 інструментів
- Великодня кантата «Der Östergeschichte» для 4 голосів, інструментів і генерал-басу
- Страстна музика, присвячена герцогу Георгу Вільгельму (втрачена)

Рукописи творів знаходяться в Берлінській державній бібліотеці.